# Gastronomia d'Extremadura

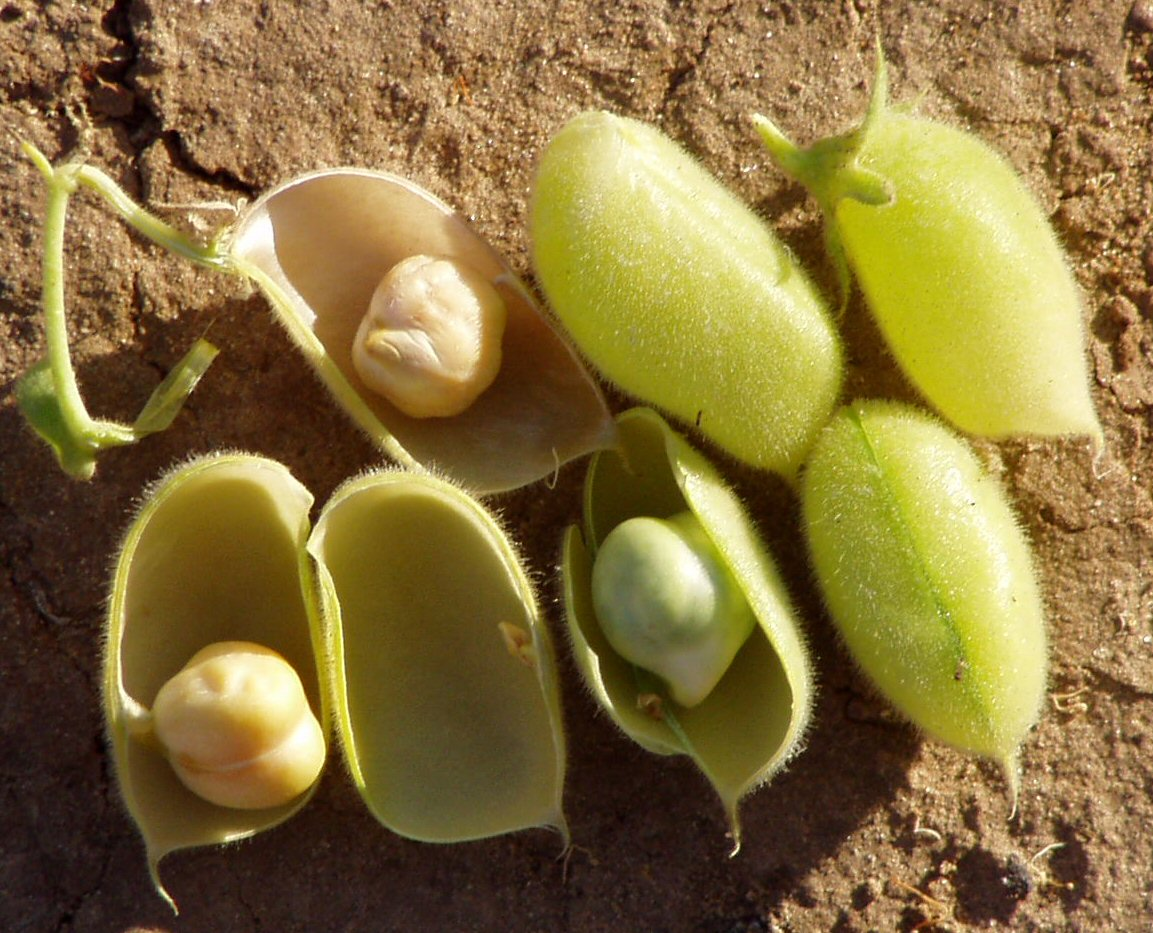
Una part important de la cuina extremenya està basada en els cigrons. Tradicionalment als nens extremenys els agradava menjar cigrons verds crus.

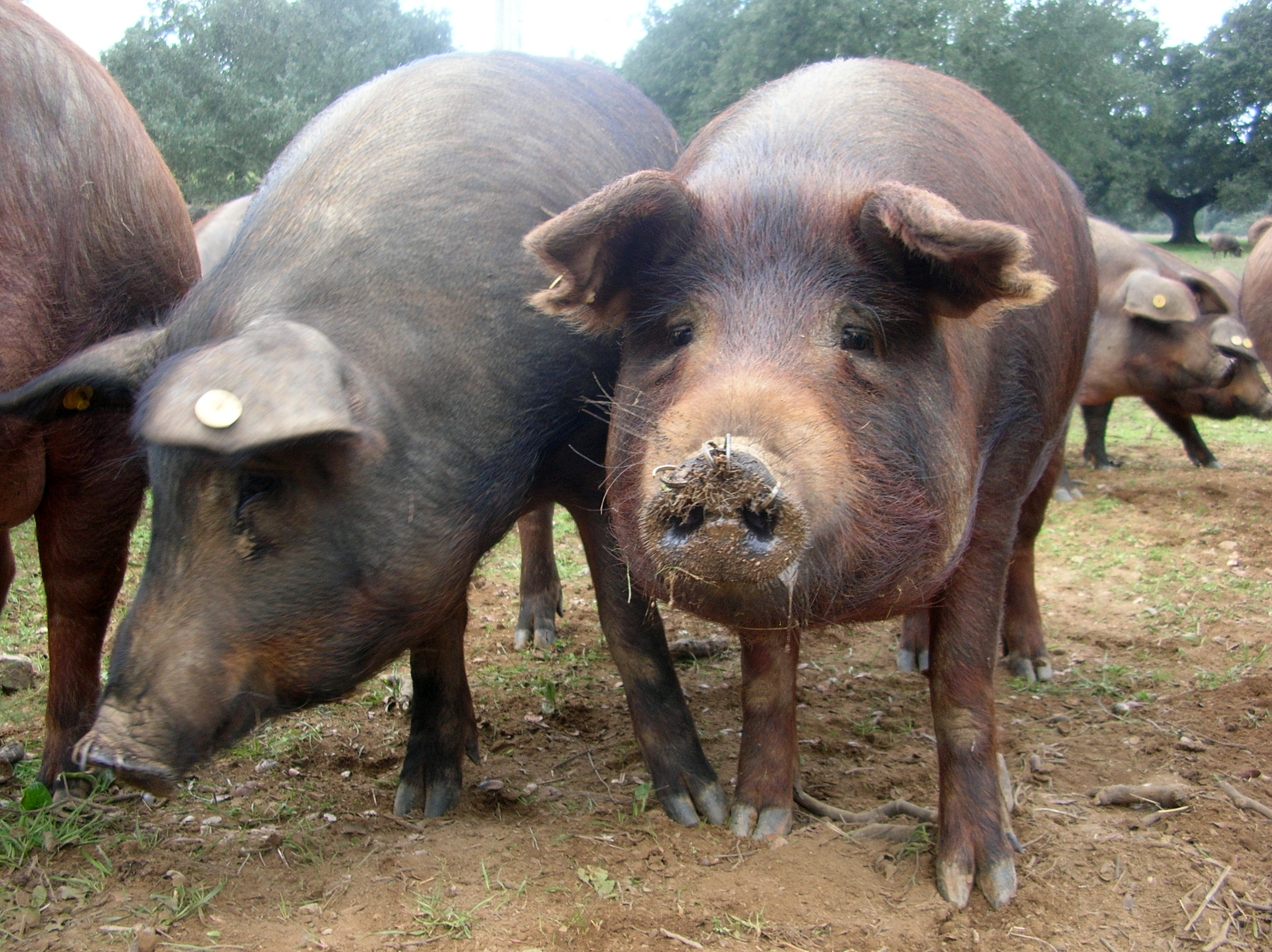
Una gran part dels porcs extremenys viuen en semi-llibertat.

La gastronomia d'Extremadura és la gastronomia tradicional d'Extremadura. Les seves característiques principals són la seva simplicitat, i el relatiu baix cost dels seus ingredients. És també una gastronomia que demostra un esperit generós, car molts dels plats extremenys se solien preparar en olles grans, amb l'objectiu de compartir l'àpat amb convidats, amics, visitants i veïns.

## Plats principals
Extremadura és coneguda per les diferents preparacions del porc i del xai que es mengen acompanyades amb el pa local, com els callos con manos de cerdo, caldereta de cordero, cabrito en cuchifrito, frite de cordero i el cabrito a la hortelana.
La cuina d'Extremadura inclou també altres carns com la gallina (un dels ingredients principals del cocido extremeño), la llebre (arroz con liebre), les granotes (ancas de ranas fritas ), peixos com la tenca (tencas fritas ) i la truita (truchas con jamón), i àdhuc el llangardaix (lagarto guisado), espècie actualment protegida.
Els condiments utilitzats amb mes freqüencia són el poliol, l'all, el llorer i l'anís o matafaluga (Pimpinella anisum).
Entre els plats populars bàsics de la gastronomia extremenya dominen els basats en cigrons, les mongetes, les patates, la carbassa les castanyes, la ceba i els pebrots. Cal mencionar el cocido extremeño, el potaje de garbanzos y judías blancas, la sopa blanca de ajos, el potaje de castañas secas, les habichuelas i l'olla con "asaura".
Hi ha aliments ancestrals extremenys que estan desapareixent com les migas i gachas, àpats molt antics, entre les quals destaquen les migas con torreznos. També s'ha reduït molt el consum de cards i borratges, verdures que tradicionalment s'empraven molt en sopes i potatges.
La chanfaina a Extremadura no té res a veure amb la xanfaina, el plat català de nom similar. És un guisat fet amb fetge, cervell, cor i ronyons de xai amb un sofregit a base de llorer, alls, pa i ous durs.

## Embotits
Els embotits extremenys tenen un gust molt especial, com la morcilla «Felisa» (a base de sang amb ceba), morcillas de cabezá, morcillas patateras, morcillas de carbassa, les «chacinas», el llom i el pernil curats, llonganissa i xoriços.
Hom diu que la carn dels porcs extremenys és de molt bona qualitat, car sovint es deixen en semi-llibertat perquè mengin els glans que cauen dels roures locals.

## Dolços
Els dolços locals sovint preparats a base de la mel local, mantega de porc, farina i oli d'oliva, inclouen bunyols, magdalenas, perrunillas, galletas, rosquillas de vino, roscas fritas, coquillos de miel, hijuelas, gachas extremeñas, bollos fritos, floretas, socochones hurdanos i les jeringas.